# ميخائيل بي فلمنج
ميخائيل بي فلمنج (بالإنجليزية: Michael P. Fleming)‏ هو محامي أمريكي، ولد في 25 يونيو 1963 في أورلاندو في الولايات المتحدة.